# موریس مارتنس
موریس مارتنس (به انگلیسی: Maurice Martens) بازیکن فوتبال اهل بلژیک و عضو تیم ملی فوتبال بلژیک است که در تاریخ ۷ نوامبر ۱۹۷۱ میلادی اولین بازی ملی‌اش را مقابل تیم ملی فوتبال لوکزامبورگ انجام داد. او در ۲۵ بازی ملی حضور داشت و جمعاً ۱۸۴۷ دقیقه برای تیم ملی فوتبال بلژیک به میدان رفت. موریس مارتنس آخرین بازی ملی خود را در تاریخ ۶ ژوئن ۱۹۸۰ میلادی در برابر تیم ملی فوتبال رومانی انجام داد. وی در بازی‌های ملی‌اش ۲ گل به ثمر رساند.